# Danijel Pranjić
Danijel Pranjić (Našice, 2 december 1981) is een Kroatisch voetballer die sinds juli 2019 onder contract staat bij het Cypriotische AO Agia Napa.

## Carrière

### Kroatië
Hij begon bij de kleinere clubs NK NAŠK, Papuk en Belišće. Pranjić speelde twee seizoenen voor NK Osijek alvorens hij in 2004 met 53 wedstrijden en drie doelpunten achter zijn naam naar GNK Dinamo Zagreb vertrok. Bij GNK Dinamo Zagreb speelde hij één seizoen, waar hij in 29 wedstrijden twee doelpunten maakte.

### sc Heerenveen
In de zomer van 2005 vertrok Pranjić voor vier jaar naar sc Heerenveen, die onder de indruk van hem raakten tijdens een onderling duel met Dinamo in de UEFA Cup. Doordat de Kroaten de groepsfase van het Europese bekertoernooi niet overleefden, konden de Friezen hem voor een zacht prijsje overnemen.
In zijn eerste seizoen maakte hij enkele goals, gaf hij meer dan tien assists en was er mede verantwoordelijk voor dat sc Heerenveen voor het derde seizoen op rij plaatsing voor de UEFA Cup afdwong door in de laatste wedstrijd van de play-offs tegen FC Twente twee keer te scoren. Een van de treffers was een strafschop ingeschoten op de Panenka-manier. Dit kunstje herhaalde hij daarna meerdere keren. Onder meer bij een 0-3-achterstand tegen AC Milan durfde hij het aan om met een stiftje keeper Dida kansloos te laten. Pranjić werd destijds geselecteerd voor het nationale elftal van Kroatië.
Begin 2007 bood sc Heerenveen contractverlenging aan, maar hij ging daar niet op in om zo andere opties open te houden. Toch verlengde de middenvelder in september van dat jaar zijn contract alsnog, met vijf jaar tot medio 2012. Dit contract diende hij niet uit, omdat sc Heerenveen met Bayern München een transfer overeenkwam, nadat Pranjić zelf drie weken eerder met deze club overeenkwam.

### Bayern München
In juni 2009 stapte hij over naar Bayern München waar Louis van Gaal net aan het roer was gekomen. Wekenlang werd gesteggeld over de transfersom die sc Heerenveen moest ontvangen van FC Bayern München. sc Heerenveen wilde 7,5 miljoen euro, waar Bayern niet verder wilde gaan dan 6 miljoen. Toch werden de twee clubs het eens voor een bedrag rond de 7,7 miljoen euro.

### Sporting Lissabon
In juli 2012 stapte hij transfervrij over naar Sporting Lissabon.

### Celta de Vigo
Op 22 januari 2013 werd bekend dat Sporting Lissabon de Kroaat voor zes maanden uitleent aan het Spaanse Celta de Vigo, dat tegen degradatie vocht.

### Panathinaikos FC
Pranjić vertrok vervolgens in de zomer van 2013 naar de Atheense voetbalclub Panathinaikos FC, nadat hij zijn contract verbrak bij Sporting Portugal. Pranjić tekende een contract van drie jaar met de Griekse eersteklasser. Pranjić debuteerde voor Panathinaikos FC op 15 september 2013 onder hoofdtrainer Yannis Anastasiou tegen Platanias FC. In de vijfentachtigste minuut werd Pranjić verwisseld voor Nikolaos Karelis. In de uitwedstrijd tegen Kalloni FC op 8 december 2013 scoorde Pranjić voor het eerst voor Panathinaikos FC en deed dit gelijk twee keer. Zijn eerste goal viel in de negenentwintigste minuut en zijn tweede goal maakte hij in de zevenenzestigste minuut, wat de stand bracht op 3-0. Op het Apostolos Nikolaidis Stadion scoorde Pranjić de enige en winnende goal tegen Panionios in de zeventiende minuut van de wedstrijd in de achttiende speelronde van de Griekse competitie Super League Griekenland. De enige treffer van Panathinaikos FC in de thuiswedstrijd tegen Ergotelis FC maakte de Kroaat in de negentiende minuut op 23 februari 2014. De Kroatische middenvelder scoorde opnieuw in februari 2015 voor zijn Griekse club tegen OFI Kreta. De Atheense club won met 3-2, waarvan Pranjić de tweede goal maakte. Pranjić speelde de volle negentig minuten, net als landgenoot Gordon Schildenfeld.

### FC Koper
Op 11 september 2016 tekende Pranjić transfervrij bij het Sloveense FC Koper.

### Cyprus
Op 21 juli 2017 tekende Pranjić bij Anorthosis. In 2019 ging hij op het tweede Cypriotische niveau spelen bij AO Agia Napa.

## Interlandcarrière
Op 30-jarige leeftijd beëindigde Pranjić zijn interlandcarrière, nadat Sammir zijn plek innam in de WK-kwalificatiewedstrijden tegen Macedonië en Wales. Nadat Igor Štimac vertrok bij Kroatië, werd Pranjić weer na bijna anderhalf jaar opgeroepen door bondscoach Niko Kovač als vervanger voor de geblesseerde Ivan Strinić. Pranjić kon ook uitkomen voor het voetbalelftal van Bosnië en Herzegovina, vanwege zijn Bosnische wortels. Pranjić werd opgenomen in de Kroatische selectie voor het wereldkampioenschap in Brazilië door bondscoach Niko Kovač, op 31 mei 2014. Pranjić scoorde zijn eerste goal voor Kroatië in de EK-kwalificatiewedstrijd tegen Noorwegen in Zagreb, waar de Noren met 5-1 werden verslagen. Clubgenoot Gordon Schildenfeld scoorde tevens zijn eerste goal voor het Kroatisch voetbalelftal in dit duel. Hij werd opgeroepen in mei 2015 door de Kroatische bondscoach voor de vriendschappelijke wedstrijd tegen Gibraltar en de EK-kwalificatiewedstrijd tegen Italië op respectievelijk 7 juni en 12 juni 2015. Pranjić startte in de basis tegen Italië en werd in de tweede helft vervangen door Šime Vrsaljko. Pranjić was opnieuw onderdeel van de Kroatische selectie voor de EK-kwalificatiewedstrijden in september en oktober 2015. In november 2015 viel Pranjić af voor de vriendschappelijke wedstrijd tegen Rusland.

## Spelersstatistieken
| Seizoen | Club                   | Competitie               | Wedstrijden | Doelpunten |
| ------- | ---------------------- | ------------------------ | ----------- | ---------- |
| 1998/99 | NAŠK Nasice            | Treća HNL                | -           | -          |
| 1999/00 | NAŠK Nasice            | Treća HNL                | -           | -          |
| 2000/01 | NK Papuk Orahovica     | Četvrta HNL              | -           | -          |
| 2001/02 | NK Belišće             | Druga HNL                | 28          | 7          |
| 2002/03 | NK Osijek              | Prva HNL                 | 30          | 1          |
| 2003/04 | NK Osijek              | Prva HNL                 | 23          | 2          |
| 2004/05 | Dinamo Zagreb          | Prva HNL                 | 29          | 2          |
| 2005/06 | SC Heerenveen          | Eredivisie               | 32          | 5          |
| 2006/07 | SC Heerenveen          | Eredivisie               | 34          | 2          |
| 2007/08 | SC Heerenveen          | Eredivisie               | 33          | 9          |
| 2008/09 | SC Heerenveen          | Eredivisie               | 30          | 16         |
| 2009/10 | FC Bayern München      | Bundesliga               | 20          | 1          |
| 2010/11 | FC Bayern München      | Bundesliga               | 28          | 0          |
| 2011/12 | FC Bayern München      | Bundesliga               | 3           | 0          |
| 2012/13 | Sporting Lissabon      | SuperLiga                | 9           | 0          |
| 2012/13 | → Celta de Vigo (huur) | Primera División         | 10          | 0          |
| 2013/14 | Panathinaikos FC       | Super League Griekenland | 24          | 5          |
| 2014/15 | Panathinaikos FC       | Super League Griekenland | 29          | 4          |
| 2015/16 | Panathinaikos FC       | Super League Griekenland | 23          | 0          |
| 2016/17 | FC Koper               | Prva Liga Telekom        | 20          | 1          |
| 2017/18 | Anorthosis Famagusta   | A Divizion               | 32          | 1          |
| 2018/19 | Anorthosis Famagusta   | A Divizion               | 17          | 3          |
| Totaal  | Totaal                 | Totaal                   | 454         | 59         |

Bijgewerkt: 13 november 2015

## Erelijst
sc Heerenveen
- KNVB beker

2008/09
 FC Bayern München
- Bundesliga

2009/10
- DFB Pokal

2009/10